# دنیل برنشتاین
دنیل یولیوس برنشتاین (به انگلیسی: Daniel Julius Bernstein) که در محفل هکرها با نام djb شناخته می‌شود، یک ریاضیدان، رمزگشا، برنامه‌نویس و استاد پژوهشگر علوم رایانه در دانشگاه ایلینوی در شیکاگو است. او نویسنده نرم‌افزارهای کیومیل، publicfile و djbdns است. او در سن ۱۵ سالگی و در سال ۱۹۸۷ از یک دبیرستان عمومی در لانگ‌آیلند به نام بلپورت فارغ‌التحصیل شد. در همان سال، در رتبه پنجم کشف استعدادهای درخشان Westinghouse Science قرار گرفت. در سال ۱۹۸۷ (در سن ۱۶ سالگی)، جز ده نفر برتر در مسابقه ریاضیات ویلیام لاول پاتنم قرار گرفت. برنشتاین در سال ۱۹۹۱ مدرک کارشناسی خود را در رشته ریاضیات از دانشگاه نیویورک دریافت کرد و در سال ۱۹۹۵ هم مدرک دکترای خود را در رشته ریاضیات از دانشگاه کالیفرنیا، برکلی دریافت کرد.